# Thermometerhütte

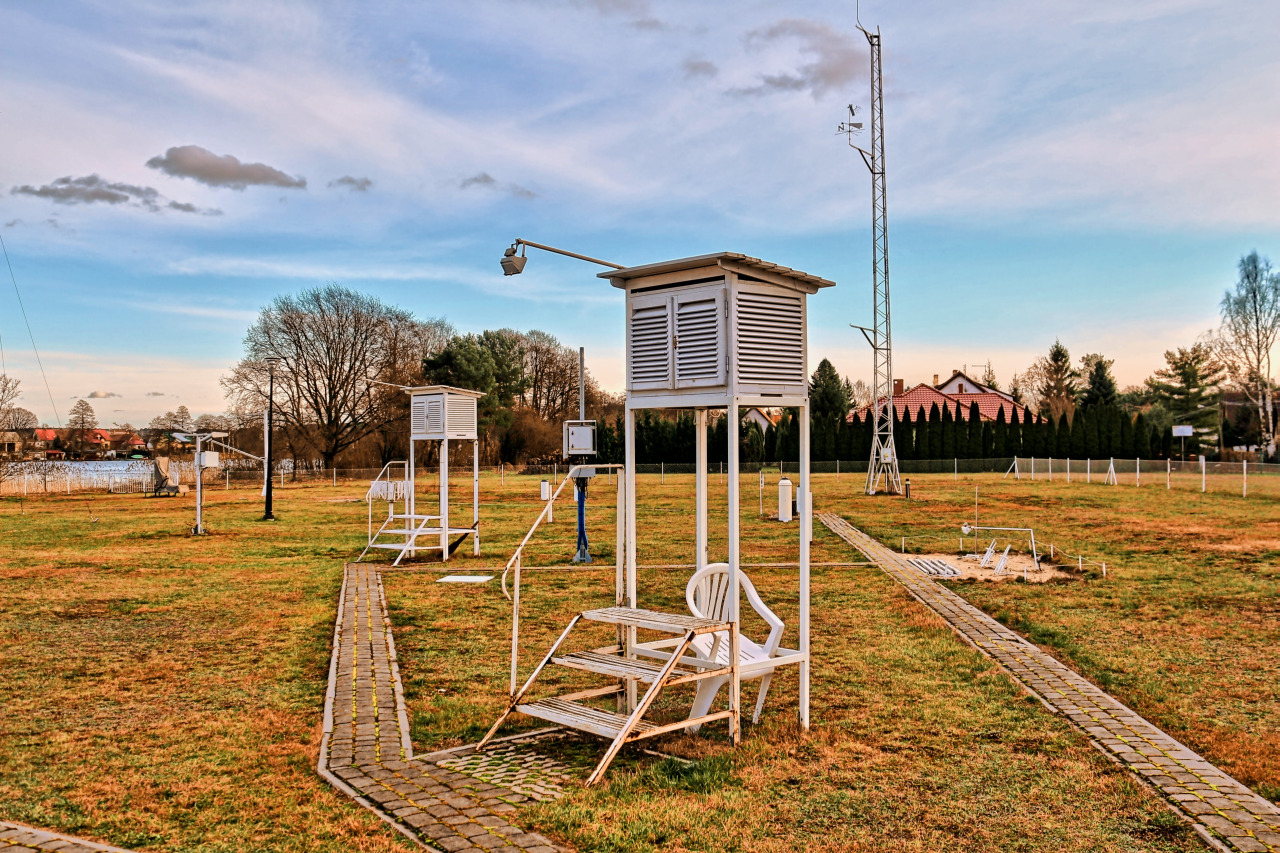
Zwei Thermometerhütten in Polen

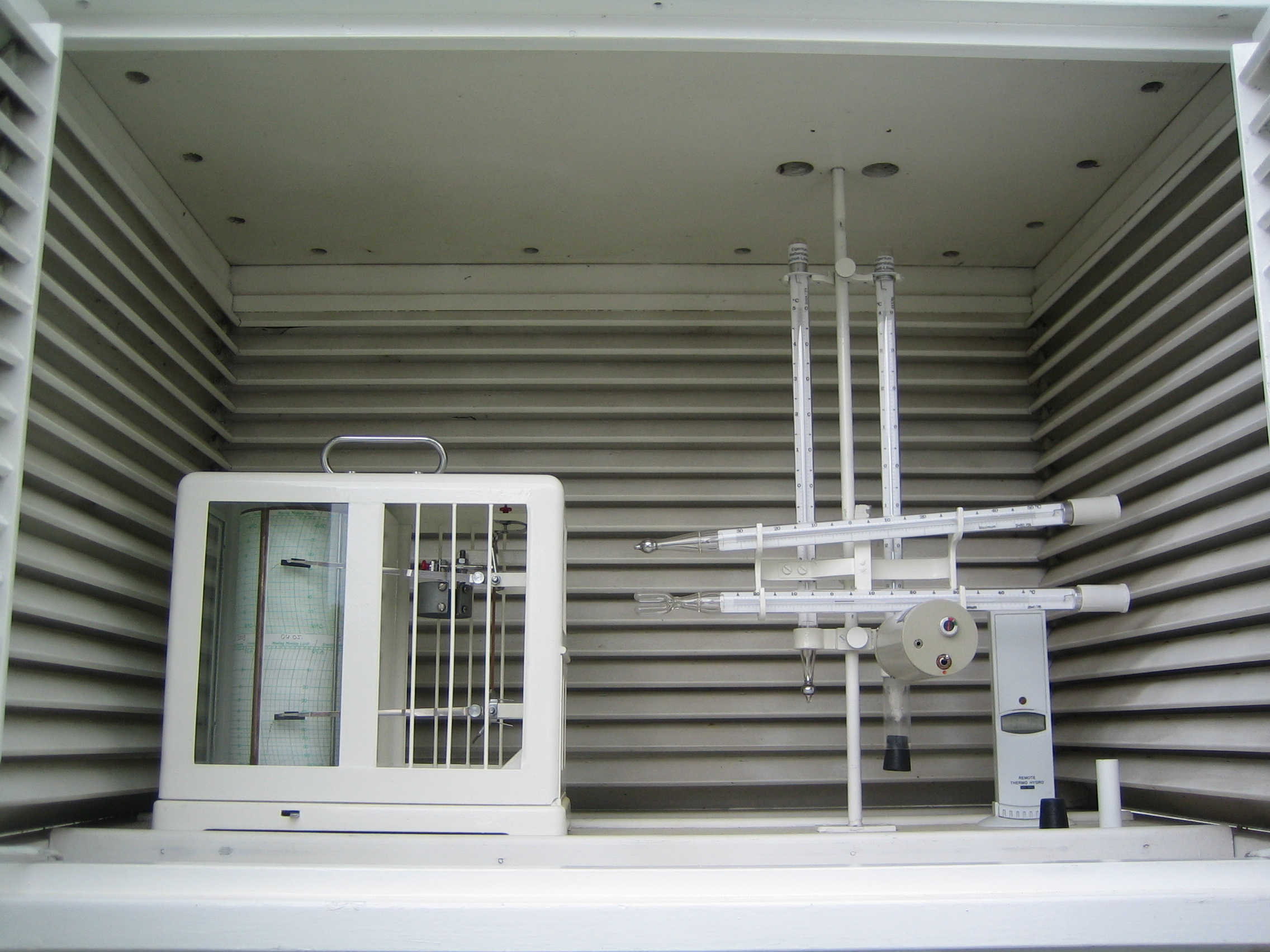
Innenansicht mit älteren Instrumenten: Thermohygrograph (links), Hüttenpsychrometer (rechts hinten) und (rechts vorne oben) Maximum- und (unten) Minimumthermometer

Die Thermometerhütte, auch Klimahütte, Wetterhütte, – seltener: englische Hütte, Stevenson-Hütte (englisch Stevenson screen, benannt nach dem Konstrukteur Thomas Stevenson) – findet in standardisierter Bauweise insbesondere bei Wetterstationen in Klimamessnetzen für meteorologisch-klimatologische Messungen und im synoptischen Messnetz Verwendung.

## Ausführung
Die Thermometerhütte ist ein weiß lackierter Lamellen-Kasten, meist aus Holz, und dient dem Schutz der darin befindlichen meteorologischen Messgeräte vor störenden oder gar schädigenden Umwelt- und Wettereinflüssen wie Sonnenstrahlung, Niederschlägen (Regen und Schnee) und Starkwind. Standard-Merkmale sind dabei:
- Lamellenbauweise (zur Gewährleistung der erforderlichen Ventilation), Doppellamellen i. Allg. aus Holz
- weißer Anstrich (zwecks hoher Reflexion von Sonnenstrahlung, dadurch nur geringe Erwärmung bei intensivem Sonnenlicht; Albedo)
- Durchlüftung auch an der Unterseite der Hütte
- zwei Flügeltüren
- leicht geneigtes Dach (auf der Nordhalbkugel nach Süden, auf der Südhalbkugel nach Norden geneigt)

Neben der (großen) Thermometerhütte gibt es auch kleinere Ausführungen, z. B. für Messungen im Feldbestand (Agrarmeteorologie).
Eine Thermometerhütte enthält Messinstrumente, früher rein mechanische Instrumente, die regelmäßig manuell abgelesen werden mussten, seit den 1990er Jahren zunehmend elektronische Messgeräte mit automatischer Datenerfassung und Datenübermittlung, die zur Bestimmung der meteorologisch relevanten Parameter bezüglich der Luft wie Lufttemperatur und Luftfeuchtigkeit benötigt werden.
Dies sind in der Regel:
- das Psychrometer, bestehend aus
  - Thermometer zur Messung der Lufttemperatur (am trockenen Thermometergefäß)
  - Thermometer zur Messung der Feuchttemperatur (am befeuchteten Thermometergefäß)
- das Minimum-Thermometer
- das Maximum-Thermometer
- der Thermohygrograph
- der Feuchtefühler zur Taupunkttemperaturmessung

## Aufstellung

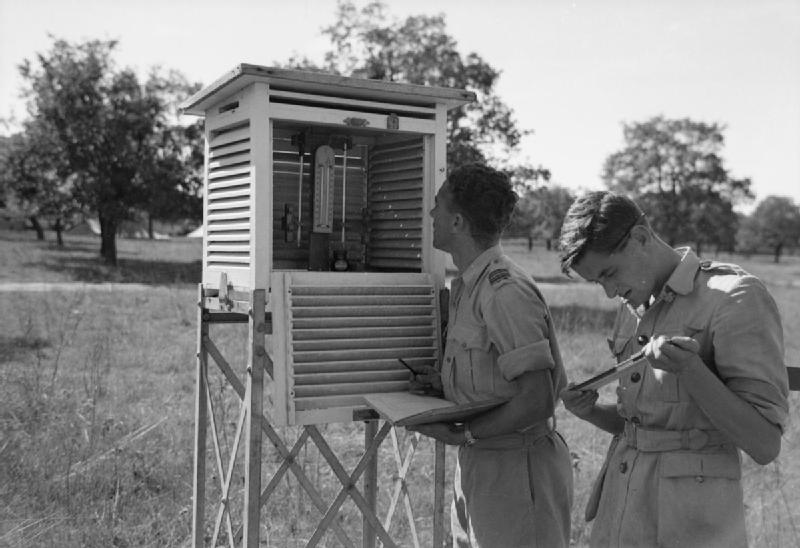
Manuelles Ablesen und Notieren der Messdaten in den 1940ern.

- unbeschattet auf Messfeld, möglichst auf natürlichem Untergrund wie kurz geschnittener Rasen; siehe Klimagarten
- in beachtlichem Abstand von Bäumen, Hecken und Gebäuden oder sonstigen Hindernissen (allgemeine Regel: Hindernisentfernung größer als zweifache Hindernishöhe)
- in Messnetzen des Deutschen Wetterdienstes, entsprechend der von der World Meteorological Organization (WMO) festgelegten Vorgabe  so, dass sich  die Messfühler in 2 m Höhe über dem Boden befinden. International sind teilweise auch noch Höhen von 1,25 bis 2 m gebräuchlich.
- die Türöffnung befindet sich auf der Nordhalbkugel im Norden, auf der Südhalbkugel im Süden damit die Sonne nicht herein scheint wenn sie geöffnet wird.
- der Tritt vor der Hütte hat zur Vermeidung von unerwünschten Erschütterungen keinen Kontakt zum Trägergestell der Thermometerhütte.